# Aníbal Carvallo
Joseph Aníbal Carvallo Torres (* 1. Mai 1990 in Lota) ist ein ehemaliger chilenischer Fußballspieler. Der Stürmer bestritt ein Länderspiel für die Nationalmannschaft und wurde auf Vereinsebene 2015 chilenischer Pokalsieger.

## Karriere

### Verein
Aníbal Carvallo begann das Fußballspielen 2006 bei Deportes Linares, das in der Tercera División A spielte. Er wurde von CSD Colo-Colo gekauft und wechselte zunächst in die Jugendabteilung von Colo-Colo. Anschließend verlieh ihn der Verein zu Deportes Temuco in die Primera B. Danach ging er zu Deportes Puerto Montt und unterschrieb im folgenden Jahr bei den Rangers de Talca in der Primera División. Im Juli 2009 wurde er vom Municipal Iquique verpflichtet, bei dem er bis September 2009 blieb. 2010 kehrte er zu Deportes Puerto Montt zurück. Ende 2010 wurde Carvallo auf ausdrücklichen Wunsch des Trainers Jaime Vera von Universidad de Concepción verpflichtet, der ihn bereits bei Deportes Puerto Montt trainiert hatte. Für Concepción lief Carvallo sechs Jahre auf und gewann 2014/15 die Copa Chile.
Am 18. August 2016 wurde er als Neuzugang von Deportes Melipilla für die Saison 2016/17 der Segunda División Profesional bestätigt. Seine Karriere ließ Cavallo bei Deportes La Serena und Ñublense ausklingen, wo er jeweils drei Jahre unter Vertrag stand. 2021 beendete Carvallo seine Spielerkarriere.

### Nationalmannschaft
Aníbal Carvallo bestritt im Februar 2012 in der chilenischen Nationalmannschaft beim Freundschaftsspiel gegen Paraguay sein einziges Länderspiel, als er in der 68. Spielminute für Nicolás Canales eingewechselt wurde.

## Erfolge
Universidad de Concepción
- Chilenischer Pokalsieger: 2014/15

Ñublense
- Chilenischer Zweitliga-Meister: 2020